# Mezőgyán
Mezőgyán – wieś i gmina w południowo-zachodniej części Węgier, w pobliżu miasta Sarkad.
Miejscowość leży na obszarze tzw. Kraju Zacisańskiego (węg. Tiszántúl), będącego częścią Wielkiej Niziny Węgierskiej. Administracyjnie należy do powiatu Sarkad, wchodzącego w skład komitatu Békés i jest jedną z jego 11 gmin.